# Partit Comunista de Bulgària
El Partit Comunista de Bulgària, búlgar: Комунистическа партия на България Komunistitxeska partia na Balgària, KPB) és un partit polític comunista de Bulgària, liderat per Aleksandar Paunov. El partit va ser fundat el 1996 com a Partit Comunista. Forma part de la Coalició per Bulgària, una aliança liderada pel Partit Socialista Búlgar. Aquesta coalició va obtenir a les eleccions legislatives búlgares de 2001 el 17,1% dels vots i 48 dels 240 escons a l'Assemblea Nacional. A les eleccions legislatives búlgares de 2005, la coalició obtenir el 33,98% de l'electorat, i va arribar els 82 escons parlamentaris. En les primeres eleccions al Parlament Europeu celebrades a Bulgària el 2007, el Partit Comunista de Bulgària va obtenir el 0,98% del vot popular. El partit publica Rabotnitxeski Vestnik. Ha continuat com a membre de la coalició a les eleccions legislatives búlgares de 2009.